# Organi della Chiesa Superiore di Kampen

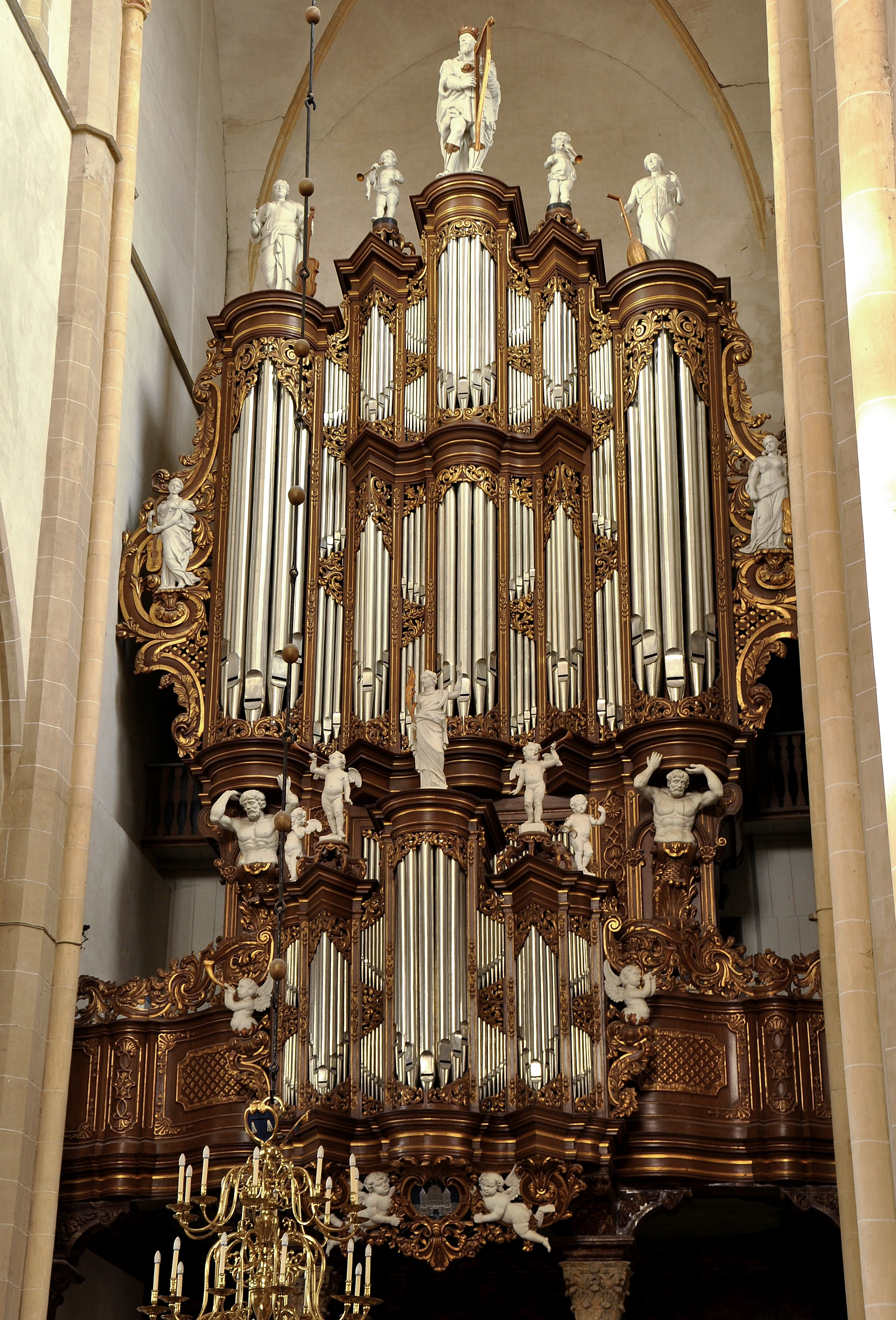
L'organo monumentale della chiesa Bovenkerk a Kampen.

Sono due organi costruiti per la Chiesa Superiore (Bovenkerk) di Kampen, nei Paesi Bassi.

## L'organo monumentale

### Storia
Le prime notizie circa la presenza di un organo nella chiesa risalgono al 1400, e, nel 1403, un tale Nicolaus Koleman viene menzionato nel ruolo di organista. Johan van Kovelens, fra il 1520 e il 1523, realizzò un nuovo organo, strumento che venne largamente ampliato da Casper Noster nel 1570. Alcune riparazioni furono eseguite nel 1581 da Cornelis e Michael Slegel, alle quali ne seguirono altre fra il 1626 e il 1647 a opera di Johan Morleth.
L'organo venne sostituito nel 1676 da Johan Slegel, il quale riutilizzò i cinque mantici a cuneo e parte del materiale di van Kovelens per la realizzazione di un nuovo strumento, la cui disposizione fonica era la seguente:
| Primo manuale - Rugpositief |        |
| Quintadeen                  | 8'     |
| Prestant                    | 4'     |
| Holfluit                    | 4'     |
| Octaaf                      | 2'     |
| Quintfluit                  | 1' 1/2 |
| Sifflet                     | 1'     |
| Trompet                     | 8'     |
| Sesquialter                 | II-III |
| Mixtuur                     | II-III |
| Scherp                      | 2'     |

| Secondo manuale - Bovenstewerk |        |
| Prestant                       | 8'     |
| Holpijp                        | 8'     |
| Prestant                       | 4'     |
| Fluit                          | 4′     |
| Quint                          | 3'     |
| Superoctaaf                    | 2'     |
| Gemshoorn                      | 2'     |
| Nasard                         | 1' 1/2 |
| Sifflet                        | 1'     |
| Mixtuur                        | II-III |
| Scherp                         | II-III |
| Tertiaan                       | 1'     |

| Pedaal     |     |
| Bourdon    | 16' |
| Octaaf     | 8'  |
| Octaaf     | 4'  |
| Mixtuur    | 2'  |
| Trompet    | 8'  |
| Vox humana | 8'  |

Fra il 1694 e il 1712 Johan Duyschot eseguì diverse riparazioni. Albertus Anthoni Hinsz fece alcuni interventi fra il 1741 e il 1743, realizzando una nuova cassa e restaurando somieri e catenacciatura. Inoltre, Hinsz aggiunse alcuni registri e rese la pedaliera non indipendente. La nuova disposizione fonica era la seguente:
| Primo manuale - Rugwerk |        |   |
| Prestant                | 8      | H |
| Holpijp                 | 8'     |   |
| Octaaf                  | 4      | H |
| Fluit                   | 4'     |   |
| Gedekte Quint           | 3'     |   |
| Octaaf                  | 2'     |   |
| Sifflet                 | 2'     | P |
| Mixtuur                 | III-IV | P |
| Sexquialter             | III    | P |
| Dulciaan                | 8'     | H |
| Tremulant               |        |   |

| Secondo manuale - Hoofdwerk |       |   |
| Prestant                    | 16'   | H |
| Bourdon                     | 16' H |   |
| Prestant                    | 8'    |   |
| Holpijp                     | 8'    |   |
| Octaaf                      | 4'    |   |
| Fluit                       | 4′    |   |
| Quint                       | 3'    |   |
| Octaaf                      | 2'    |   |
| Mixtuur                     | III-V | H |
| Scherp                      | III   |   |
| Tertiaan                    | II    |   |
| Trompet                     | 16'   | H |
| Trompet                     | 8'    | H |

| Terzo manuale - Bovenwerk |        |   |
| Prestant                  | 8'     | H |
| Quintadeen                | 8'     |   |
| Roerfluit                 | 8'     | H |
| Octaaf                    | 4'     |   |
| Fluit                     | 4′     |   |
| Speelfluit                | 3'     | H |
| Gemshoorn                 | 2'     |   |
| Nasard                    | 1' 1/2 |   |
| Scherp                    | III    |   |
| Vox humana                | 8'     |   |
| Tremulant                 |        |   |

| Pedaal                         |
| Costantemente unito ai manuali |

H = Nuovo di Hinsz.
P = Parzialmente di Hinsz.
Fra il 1788 e il 1790 Heinrich Hermann Freytag e Franz Caspar Schnitger, nipote di Arp Schnitger, aggiunsero una pedaliera indipendente. Albertus van Gruisen, nel 1825, aggiunse alcuni registri. Nel 1866 Zwier van Dijk montò un quarto manuale e altri registri. La Bakker & Timmenga, fra il 1967 e il 1975, eseguì un restauro completo dello strumento.

### Caratteristiche tecniche
Attualmente l'organo è a trasmissione interamente meccanica, il corista del La corrisponde a 448 Hz e il temperamento è equabile. La disposizione fonica è la seguente:
| Primo manuale - Rugwerk |        |      |
| Prestant                | 8'     | H    |
| Holpijp                 | 8'     | S    |
| Octaaf                  | 4'     | H    |
| Fluit                   | 4'     | S/H  |
| Gedakt Quint            | 3'     | H/BT |
| Octaaf                  | 2'     | S    |
| Fluit                   | 2'     | H/BT |
| Sifflet                 | 1'     | BT   |
| Sexquialter             | III    | BT   |
| Mixtuur                 | III-IV | S/H  |
| Fagot                   | 16'    | FS   |
| Tremulant               |        |      |

| Secondo manuale - Hoofdwerk |       |     |
| Prestant                    | 16'   | H   |
| Bourdon                     | 16'   | S   |
| Prestant                    | 8'    | S/H |
| Holpijp                     | 8'    | S   |
| Octaaf                      | 4'    | S   |
| Fluit                       | 4'    | S   |
| Quint                       | '     | S   |
| Superoctaaf                 | 2'    | S   |
| Mixtuur                     | III-V | S   |
| Tertiaan                    | II    | BT  |
| Scherp                      | III   | BT  |
| Trompet                     | 16'   | H   |
| Trompet                     | 8'    | H   |

| Terzo manuale - Bovenwerk I |        |     |
| Prestant                    | 8'     | S/H |
| Roerfluit                   | 8'     | H   |
| Quintadeen                  | 8'     | S   |
| Fluit                       | 4'     | M   |
| Octaaf                      | 4'     | BT  |
| Speelfluit                  | 3'     | H   |
| Germshoorn                  | 2'     | M   |
| Nassat                      | 1' 1/3 | BT  |
| Scherp                      | III    | BT  |
| Vox humana                  | 8'     | S/H |
| Tremulant                   |        |     |

| Terzo manuale - Bovenwerk II |     |   |
| Holpijp                      | 8'  | G |
| Salicionaal                  | 8'  | G |
| Fluittravers                 | 8'  | G |
| Principaal                   | 4'  | G |
| Spitsfluit                   | 2'  | G |
| Flageolet                    | 1'  | G |
| Carillon                     | III | G |
| Trompet                      | 8'  | G |

| Quarto manuale - Borstwerk |    |    |
| Gedakt                     | 8' | FS |
| Fluit                      | 4' | FS |
| Woudfluit                  | 2' | FS |
| Dulciaan                   | 8' | H  |
| Tremulant                  |    |    |

| Pedaal     |     |    |
| Prestant   | 16' | H  |
| Subbas     | 16' | FS |
| Octaaf     | 8'  | FS |
| Gedekt     | 8'  | FS |
| Roerquint  | 6'  | FS |
| Octaaf     | 4'  | FS |
| Open Fluit | 2'  | BT |
| Bazuin     | 16' | FS |
| Trompet    | 8'  | FS |
| Cornet     | 4'  | FS |

M = Johan Morleth (1629).
S = Fratelli Slegel (1676).
H = Albertus Antonius Hinsz (1743).
FS = Heinrich Hermann Freytag e Franz Caspar Schnitger (1790).
G = Albertus van Gruisen (1825).
BT = Bakker & Timmenga (1975).

## L'organo del coro

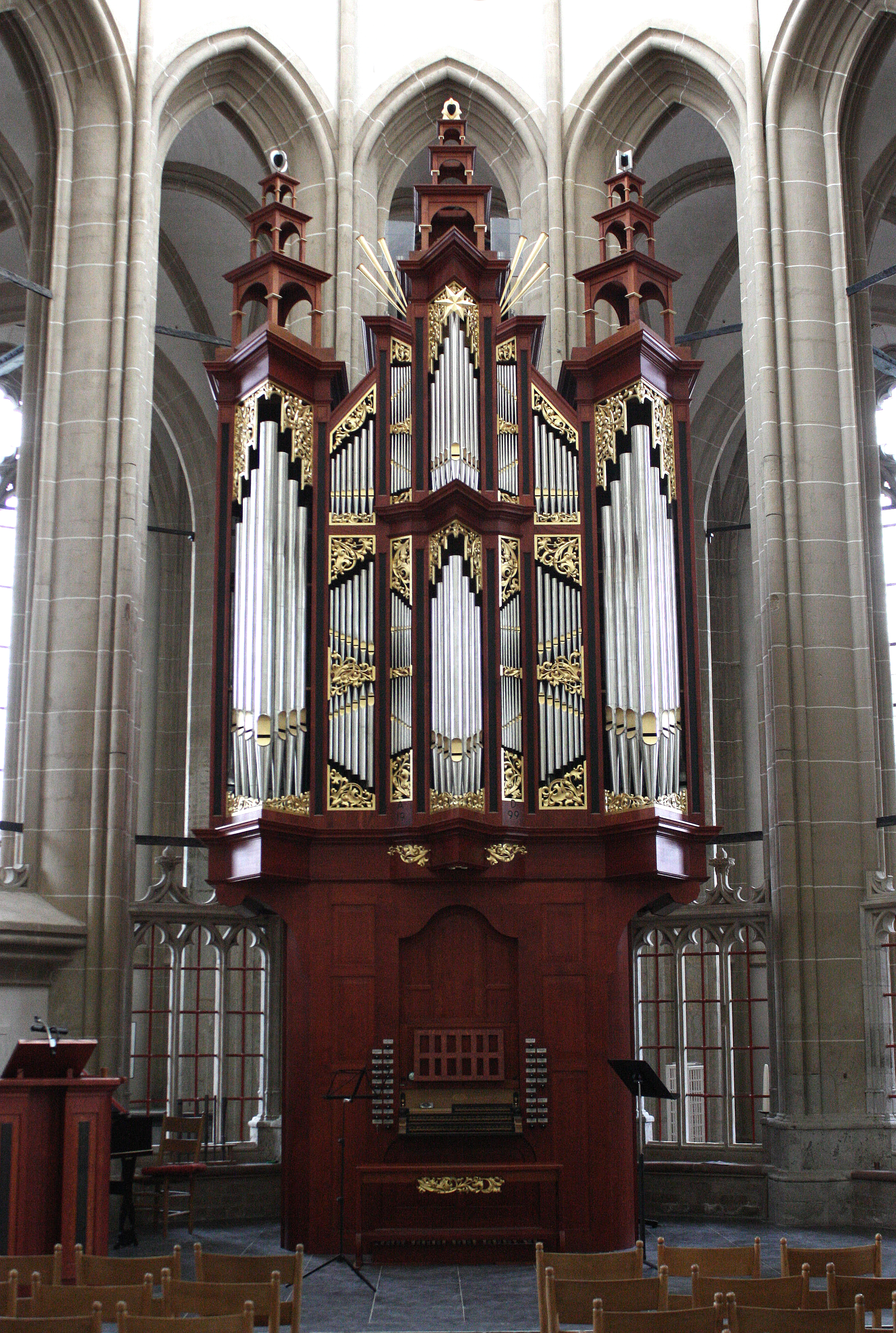
L'organo del coro.

Oltre all'organo monumentale è presente nella chiesa, dal 1999, anche un organo di dimensioni minori. Caratteristica singolare di questo strumento -dotato di 28 registri distribuiti su 2 manuali- è quella di avere le canne della tromba posizionate all'esterno della cassa. Il temperamento è il Kellner con La di 440 Hz. a 16 °C. La disposizione fonica è la seguente:
| Primo manuale - Hoofdwerk |            |
| Praestant                 | 8' Diskant |
| Quintadeen                | 16'        |
| Gedekt                    | 8'         |
| Octaaf                    | 4' Diskant |
| Spitsfluit                | 4'         |
| Quint                     | 3'         |
| Octaaf                    | 2′         |
| Sesquialter               | II         |
| Cornet                    | IV         |
| Mixtuur IV-V              | 2'         |
| Trompet                   | 16'        |
| Trompet                   | 8'         |

| Secondo manuale - Bovenwerk |            |
| Praestant                   | 4' Diskant |
| Gedekt                      | 8'         |
| Quintadeen                  | 8'         |
| Roerfluit                   | 4'         |
| Nasard                      | 3'         |
| Gemshoorn                   | 2'         |
| Octaaf                      | 2'         |
| Quintfluit                  | 1' 1/3     |
| Mixtuur III-IV              | 1'         |
| Dulciaan                    | 8'         |

| Terzo manuale - Récit |    |
| Klaroen               | II |

| Pedal      |     |
| Octaaf     | 8'  |
| Subbas     | 16' |
| Octaaf     | 4'  |
| Nachthoorn | 2'  |
| Bazuin     | 16' |
| Trompet    | 8'  |

## Galleria d'immagini

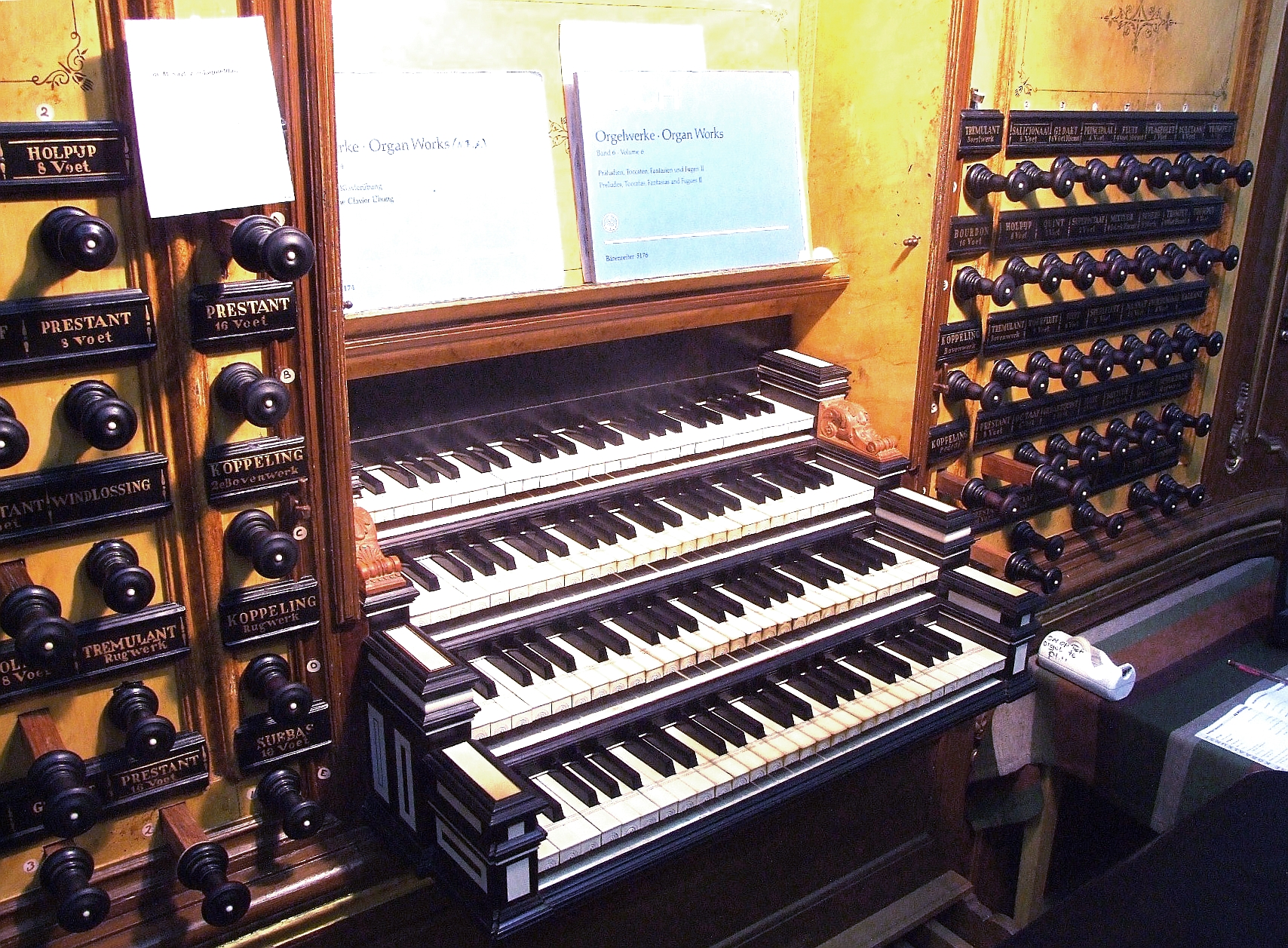
La consolle dell'organo monumentale.
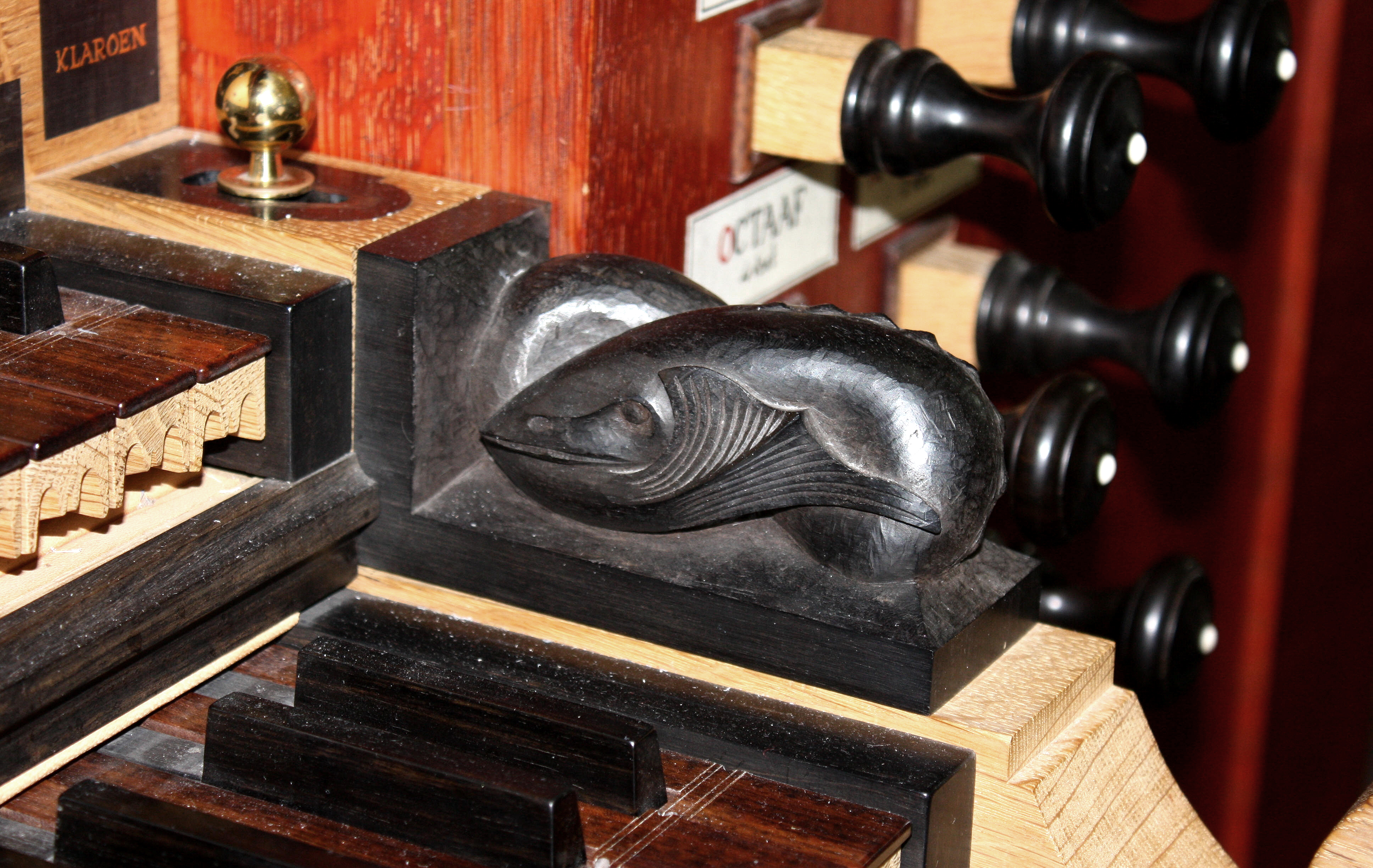
Particolare della consolle dell'organo del coro.